# Johann Daniel Gundelach (Geistlicher)

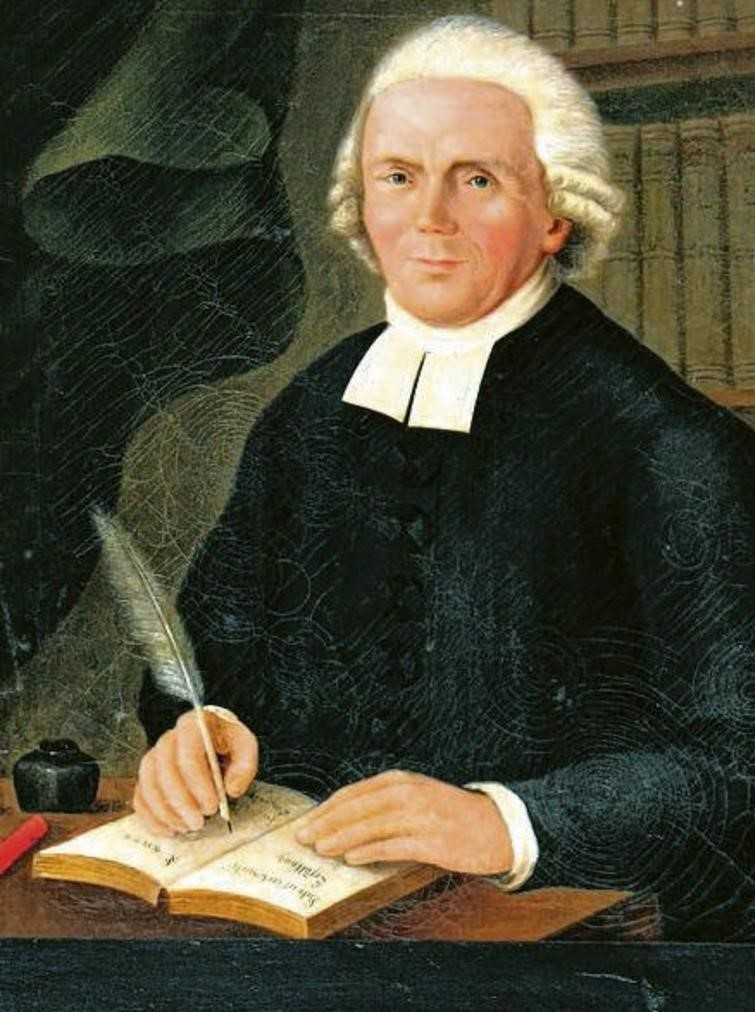
Pastorenbildnis J. D. Gundelachs in der Johanniskirche in Petersdorf auf Fehmarn

Johann Daniel Gundelach, auch Johann Daniel Gundlach geschrieben, (* 12. Juni 1739 in Plön; † 27. Februar 1818 in Petersdorf auf Fehmarn) war ein deutscher Geistlicher, Theologe sowie Megalithforscher.

## Leben und Werk
Johann Daniel Gundelach wurde am 12. Juni 1739 als Sohn von Maria Elisabeth Gundelach, geb. Daevel, und Hans Melchior Gundelach (1711–1784) in Plön geboren. Sein Vater war Hochfürstlicher Küchenschreiber auf dem Plöner Schloss. Er besuchte zunächst die Plöner Lateinschule und studierte danach ab April 1757 in Jena Theologie und Philosophie. Dort war er Studienkollege und Freund des Dichters Matthias Claudius, der ihn auch 1762 in einem Brief an Heinrich Wilhelm von Gerstenberg erwähnte.

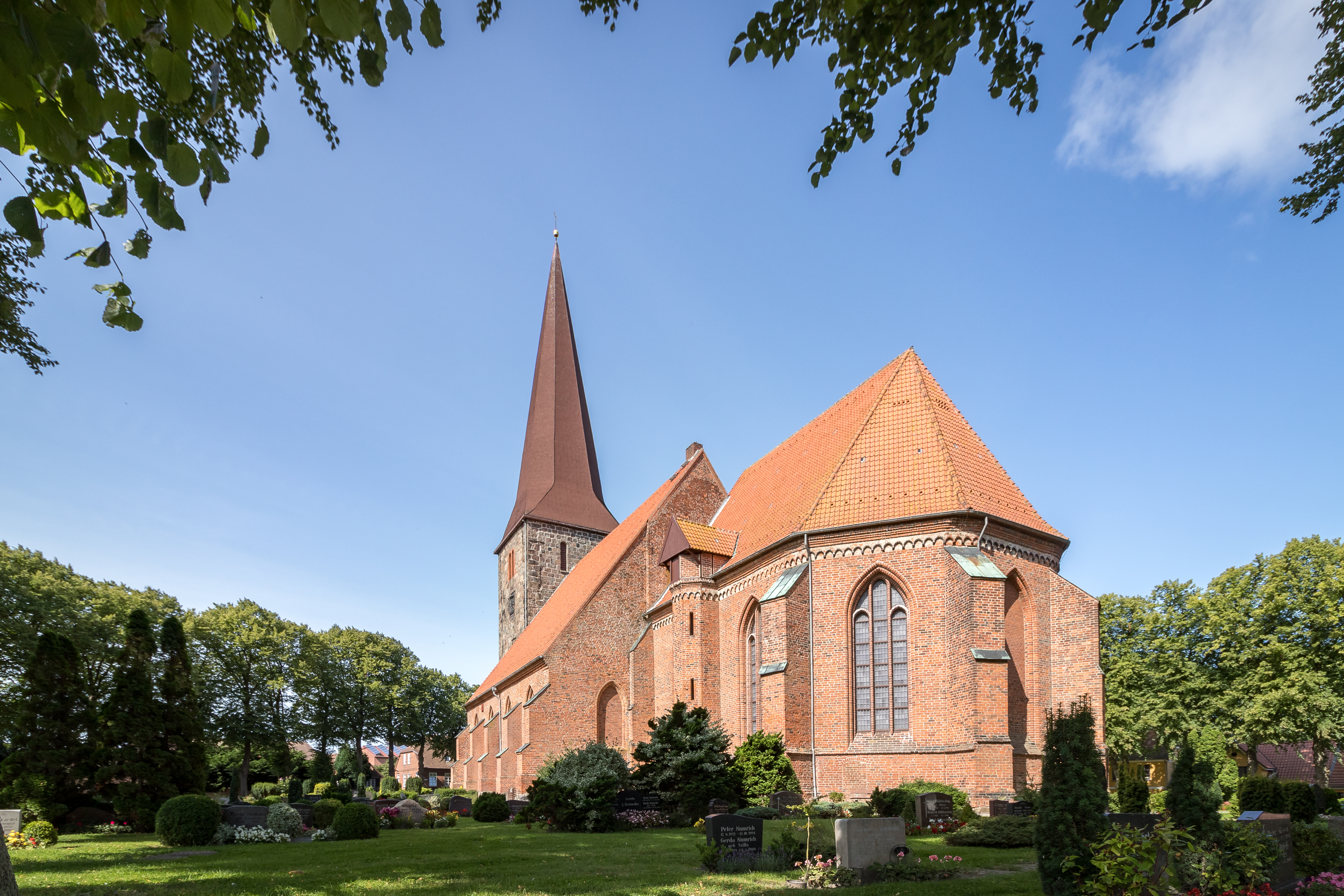
St.-Johannis-Kirche in Petersdorf auf Fehmarn, Wirkungsstätte Gundelachs

Als Prediger wirkte Gundelach von 1764 bis zu seinem Tode 1818 in Petersdorf auf Fehmarn. Zunächst war er dort als Diakon und nach dem Tod seines Vorgängers Samuel Bertelsen Schulz ab 1782 als Hauptpastor tätig. Sein Pastorenbildnis befindet sich in der Johanniskirche. Nach 50 Jahren Predigertätigkeit wurde er 1814 zum „Jubiläus“ bzw. Jubelprediger.
Außer seiner seelsorgerischen Tätigkeit war Gundelach auch bei der Erforschung von Megalithsteingräbern in unmittelbarer Umgebung von Petersdorf tätig. Äußerungen von ihm hinsichtlich ihrer Topografie stammen aus dem Jahre 1809. Er selbst hatte seine Beobachtungen indes nie publiziert. Das geschah erst 2010 durch Jan Albert Bakker.

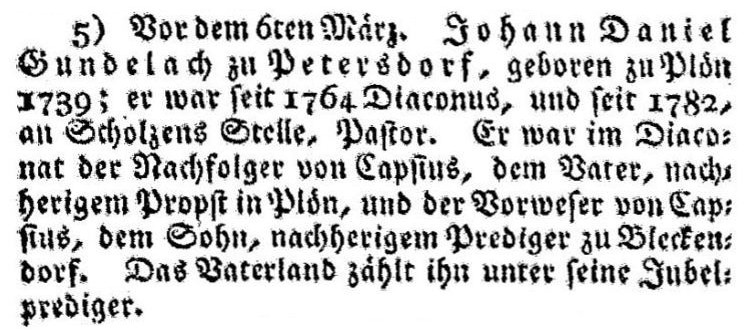
Nachricht vom Tode Gundelachs in einer zeitgenössischen Publikation (Schleswig-Holstein-Lauenburgische Provinzialberichte für das Jahr 1821)

Johann Daniel Gundelach starb am 27. Februar 1818 im Alter von 78 Jahren in Petersdorf und wurde dort am 5. März 1818 begraben.

## Familie
Gundelach war mit Catharina Hedwig (1735–1781), der Tochter eines Plöner Brauers und Mälzers, verheiratet. Mit ihr hatte er vier Töchter und vier Söhne. Nach ihrem Tod heiratete er 1782 eine Kapitänstochter aus Bojendorf und wurde Vater von zwei weiteren Kindern.

## Gedenken
In Petersdorf wurde 2018 seines 200. Todestages gedacht. Die Lübecker Nachrichten veröffentlichten am 27. Februar 2018 einen ausführlichen Artikel über Gundelach. Zu seiner Würdigung erschien 2019 ein Aufsatz in den Jahresschriften der Claudius-Gesellschaft.

## Werke
- Die Vortheile langwieriger Krankheiten wurden bey dem Grabe des ... Herrn Heinrich Detlev Piper aus Schleswig Beyder Rechte rühmlichst Beflissenen den 27ten Julius 1759 in der jenaischen Johannis Kirche vorgestellt, Markgraf, Jena 1759. digital
- Eine moralische Vergleichung nach dem Muster Plutarchs, Marggraf, Jena 1760.digital